# 新北市立新北高級中学
新北市立新北高級中学 （New Taipei Municipal New Taipei Senior High School、略称：新北高中）は、台湾新北市三重区 にある高校。

## 校史
- 1997年、開校。

## 姉妹校
- 東京都立八潮高等学校
- 姫路市立姫路高等学校
- 滋賀県立米原高等学校